# Kiváltság (film, 2022)
A Kiváltság (angolul: The Privilege, németül: Das Privileg) 2022-ben bemutatott német film Felix Fuchssteiner és Katharina Schöde rendezésében. A filmet Felix Fuchssteiner, Sebastian Niemann, Katharina Schöde és Eckhard Vollmar írta, a főszerepet Max Schimmelpfennig, Lise Risom Olsen és Caroline Hartig alakítja. 
A filmet 2022. február 9-én mutatta be a Netflix.

## Rövid történet
Egy gazdag tinédzser és barátai, akik egy elit magániskolába járnak, felfedeznek egy összeesküvést, miközben egy különösen furcsa természetfeletti esemény után kutatnak.

## Szereplők
| Szereplő                   | Színész               | Magyar hang          |
| -------------------------- | --------------------- | -------------------- |
| Finn Bergmann              | Max Schimmelpfennig   | Kenéz Ágoston        |
| Lena                       | Lea van Acken         | Szűcs Anna Viola     |
| Samira Shirvani            | Tijan Marei           | Szabó Luca           |
| Yvonne Bergmann            | Lise Risom Olsen      | Kisfalvi Krisztina   |
| Martin Bergmann            | Roman Knizka          | Csík Csaba Krisztián |
| Sophie Bergmann            | Milena Tscharntke     | Laudon Andrea        |
| Anna                       | Caroline Hartig       | Pekár Adrienn        |
| Dr Steinke                 | Nadeshda Brennicke    | Ősi Ildikó           |
| Hauptkommissar Gerber      | Mike Hoffmann         | Mesterházy Gyula     |
| Sebészeti nővér            | Janina Agnes Schröder |                      |
| Mrs Eriksson               | Swetlana Schönfeld    |                      |
| Trondthal ügynök           | Dieter Bach           |                      |
| Sürgősségi orvos           | Jan Andreesen         |                      |
| Mrs Scheer                 | Christine Rollar      |                      |
| Sanitäter / Notarzt        | Laurenz Wiegand       |                      |
| rendőr                     | Christof Düro         |                      |
| Finn Bergmann (gyerekként) | Leonas Sielaff        | Maszlag Bálint       |